# ألفرد فاوست
ألفرد فاوست (بالألمانية: Alfred Faust)‏ هو ثوري وسياسي ألماني، ولد في 15 ديسمبر 1883 في فرنسا، وتوفي في 14 يونيو 1961 في بريمن في ألمانيا. حزبياً، نشط في الحزب الديمقراطي الاجتماعي الألماني والحزب الديمقراطي الاجتماعي الألماني المستقل ‏. وقد انتخب عضو مجلس النواب الألماني للجمهورية فايمار.